# Chiesa di San Nicolò (Monte Sant'Angelo)
La chiesa di San Nicolò è una chiesa cattolica situata a Monte Sant'Angelo, nel Gargano (provincia di Foggia).

## Storia
La chiesa fa parte di un complesso facente capo al convento dei Cappuccini (oggi adibito ad altri usi), posto lungo l'antica cinta muraria di Monte Sant'Angelo, a pochi metri dal castello. La sua costruzione ebbe inizio a partire dal 1595.
Il convento divenne ben presto un centro religioso molto importante, e ciò lo si deve alla sua vicinanza al santuario di San Michele Arcangelo (patrimonio UNESCO), ai buoni rapporti con la gerarchia ecclesiastica locale e anche e soprattutto grazie alla continua opera di assistenza della popolazione locale e dei pellegrini offerta dal convento.
Il convento con il passare del tempo fu oggetto di numerose opere di ampliamento.
La chiesa vera e propria sorge su di una cappella dedicata a san Nicola di Bari. Nella chiesa è venerata anche la statua di san Matteo.
Il complesso nel corso dei secoli ha svolto varie  funzioni (ospitò anche l'ospedale civile); oggi il convento è una casa di riposo per anziani gestita da suore.

## Descrizione
L'edificio di culto è composto da due navate, una navata principale e  una navata laterale più stretta con a fianco le cappelle, secondo l'autentico stile delle chiese dei cappuccini.